# Podilymbus podiceps
Il podilimbo (Podilymbus podiceps (Linnaeus, 1758)) è un piccolo uccello appartenente alla famiglia Podicipedidae. Dopo l'estinzione del podilimbo gigante (Podilymbus gigas), rimane l'unico rappresentante vivente del genere Podilymbus.

## Descrizione
Il podilimbo è un piccolo svasso di 31–38 cm di lunghezza, 253-568 g di peso e con un'apertura alare di 42–65 cm. I due sessi non presentano dimorfismo sessuale. Il piumaggio è di colore bruno o grigio, possiede un becco bluastro corto e conico che in estate presenta una spessa banda nera al centro. Nello stesso periodo anche mento e gola sono neri. In inverno invece vengono sostituiti da una livrea bianca. I giovani somigliano agli adulti in abito invernale ma hanno una macchia bianca striata di bruno sulle guance e il becco di color bruno-gialliccio senza la banda nera.

## Biologia
Vive in coppie e si associa con altri uccelli di palude. Vola di rado, preferendo nuotare e andare in immersione in caso di emergenza.

### Voce
Non è un uccello particolarmente loquace. Il richiamo del maschio, simile a un cau-cau-cau, si può sentire solo durante il periodo riproduttivo.

### Riproduzione
Il podilimbo costruisce un nido galleggiante con piante acquatiche ancorato alle canne. Quando i genitori non sono presenti, esso viene ricoperto con ulteriore vegetazione per mimetizzarlo. La femmina depone da 2 a 10 uova con colorazione iniziale bianco-azzurra che diviene bruno-rossiccia a causa dei pigmenti depositati dalla vegetazione con cui i genitori ricoprono la covata. L'incubazione, che inizia a metà marzo, dura 23 giorni.

### Alimentazione
Si nutre di pesci di piccole dimensioni (anguille, pesci gatto, carpe), libellule, formiche, coleotteri e altri invertebrati, rane e girini. Per aiutare la digestione e prevenire ferite da parte di piccole ossa, il podilimbo ingerisce le proprie penne.

### Movimenti
Sono uccelli sedentari, ma d'inverno le popolazioni che nidificano in regioni dove l'acqua arriva a gelare si spostano in zone più calde.

## Distribuzione e habitat
È presente in tutto il continente americano, dal Canada all'Argentina. Raramente lo si incontra di passaggio lungo le coste occidentali europee.

A differenza degli altri svassi, il podilimbo preferisce stagni, paludi e torrenti lenti con presenza di vegetazione. Durante il periodo invernale lo si trova anche in acque salmastre o presso le coste.

## Tassonomia
Podilymbus podiceps ha tre sottospecie:
- P. p. podiceps (Linnaeus, 1758) - diffusa dal nord dell'America Settentrionale fino a Panama e Cuba
- P. p. antillarum Bangs, 1913 - Grandi e Piccole Antille
- P. p. antarcticus (Lesson, 1842) - dal nord dell'America Meridionale fino all'Argentina